# Кржечковська Ангеліна Агеївна
Ангеліна Агеївна Кржечковська (15 березня 1926 — 20 березня 2014) — радянська і російська актриса театру і кіно. Народна артистка РРФСР (1981).

## Життєпис
З дитячих років мріяла стати актрисою. У 1944 році поступила в Ленінградський театральний інститут імені О. М. Островського. В 1948 році після закінчення інституту Ангеліна була прийнята в трупу Ленінградського державного академічного театру драми імені О. С. Пушкіна. Потім працювала в Кишинівському російському драматичному театрі, Хабаровському драматичному театрі, Омському драматичному театрі.
У 1960 році актриса отримала запрошення в Ростовський драматичний театр ім. М. Горького. То була доленосна віха в житті Ангеліни Агеївни. Саме в Ростовській драмі вона як актриса знайшла свій дім, здобула успіх, вірою і правдою віддавши більше п'ятдесяти років донському глядачеві. Кржечковська — чудовий майстер перевтілення, будь-яка роль їй під силу, чи то аристократка (в ролі Маші у виставі «Три сестри», в ролі місіс Туз у виставі «Все в саду»), або проста сільська дівчина (в ролі Лушки у виставі «Піднята цілина»). За довгі роки життя в донський столиці актриса стала рідною, є гордістю ростовців.
Ангеліна Агеївна Кржечковська входить до плеяди великих акторів, які в різний час працювали в Ростовському театрі: Ростислав Плятт, Віра Марецька, Микола Мордвинов, П. Р. Лобода, В. З. Шатуновський, Михайло Бушнов, Микола Сорокін.

### Особисте життя
Була одружена з актором РАТД імені М. Горького, театральним педагогом Р. М. Гуровським. Від шлюбу син Р. Р. Кржечковський (нар.. в 1958).

## Визнання і нагороди
- Народна артистка РРФСР (1981)
- Орден Дружби народів (1986)[1]
- Диплом у номінації «Симпатія глядачів» на Всеросійському театральному фестивалі «Російська комедія», р. Ростов-на-Дону (2011)

## Творчість

### Спектаклі та ролі
вибране (1960—2006)
Омський академічний театр драми
- А. Чехов «Три сестри» — Маша

Ростовський академічний театр драми імені Максима Горького
- В. Шекспір «Багато галасу з нічого» — Беатріче
- М. Шолохов «Піднята цілина» — Лушка
- Т. Вільямс «Орфей спускається в пекло» — Леді Торренс
- Е. Олбі «Все в саду» — місіс Туз
- Ф. Кук «Кредит у Нібелунгів» — Амелія Грубер
- В. Распутін «Останній термін» — Надя
- А. Миколаї «Метелик-бабочка» — Едда
- М. Горький «Варвари» — Надія Монахова
- П. Тур «Надзвичайний посол» — Кольцова
- Д. Кобурн «Гра в джин» — Фонсия
- А. Галін «Ретро» — Песочинська
- Д. Патрік «Дивна місіс Севідж» — місіс Севідж
- Р. Тома «Таємниця дому Верньє» — Мати
- Н. Птушкіна «Поки я жива» — Софія Іванівна
- Л. Ворон, В. Ворон «Сімейний портрет з картиною» — бабуся Серафима

### Фільмографія
- 2005 — Ростов-тато — жінка в адресному столі (Історія 8: Новий Дон Кіхот)
- 2005 — Міфи мого дитинства
- 2005 — Отаман — літня донська козачка